# Efraín Torrado
Efraín Torrado García es un político colombiano miembro del Partido de la U que fue elegido por elección popular para integrar el Senado de Colombia de 2016 a 2014. Torrado García sirvió como presidente de la comisión sexta del senado.
Administrador de empresas y Abogado, adelantando estudios de postgrado en la Universidad de la Sabana, en Bogotá, donde obtuvo el Título de Especialista en Desarrollo Humano. Después hizo estudios de Investigación en inventarios tipológicos y liderazgo en Estados Unidos, Master en Ciencia de Gerencia Profesional de la Universidad de Miami.
Inició su carrera política en la década de los noventa como concejal de la ciudad de Cúcuta, primer Vicepresidente del Senado y Presidencia del Concejo de Cúcuta. Fundador de varias empresas y actualmente es el primer vicepresidente del senado.

## Congresista de Colombia
En las elecciones legislativas de Colombia de 2006, Torrado García fue elegido senador de la república de Colombia con un total de 65.000 votos. Posteriormente en las elecciones legislativas de Colombia de 2010, Torrado García fue reelecto senador con un total de 93.000 votos.

### Iniciativas
El legado legislativo de Efraín Torrado García se identificó por su participación en las siguientes iniciativas desde el congreso:

- Reglamentar el ejercicio de la profesión de ingeniería de petróleos y de sus profesiones auxiliares.[4]
- Rendir homenaje a la memoria del honorable ciudadano y excongresista Luis Guillermo Vélez Trujillo.[5]
- Organizar a la ciudad de Cúcuta como Distrito Especial Fronterizo, Económico y Turístico (Archivado).[6]
- Reformar la integración del Senado, creando circunscripciones electorales especiales para los Llanos orientales, la Amazonia y las comunidades afrocolombianas (Archivado).[7]
- Redefinir el modelo institucional de regulación de las Telecomunicaciones en Colombia (Archivado).[8]
- Propuesta de un Programa de Educación para el Desarrollo Personal, Familiar y Social, centrado en el desarrollo de la persona misma en relación con los otros y su diversidad individual, social y cultural, dirigido a estudiantes en etapa escolar (Archivado).[9]
- Crear la Ciudad-Región del Distrito Capital de Bogotá (Archivado).[10]
- Dar un paso en la efectiva consolidación del proceso de renovación del parque automotor de vehículos que prestan el servicio de transporte terrestre colectivo de pasajeros en las ciudades de Colombia (Archivado).[11]

## Carrera política
El trabajo con eficacia, con eficiencia y transparencia es su lema. Ha realizado una vida que la ha alternado entre la empresa privada y el servicio público. La empresa privada la ha ejercido como una función social, lo cual también ayudó a prepararlo para trabajar con el mismo criterio de amor y de servicio en la tarea pública. Tanto en el sector privado como en el sector público, practica el doctor Efraín Torrado un punto de vista: creer en los ciudadanos y servirles.
No es fácil encontrar en la vida privada alguien cuyo propósito empresarial tenga como único objetivo creer en la ciudadanía y servirle ¡Qué bonito! Un gran ejemplo para el ejercicio de la actividad privada en Colombia, apalabras del expresidente Alvaro Uribe.
Ha trasladado a la política conceptos de organización empresarial. Es un líder político con gran sentido de la organización. Se destaca su visión humanista, hace del hombre el núcleo esencial para iniciar y alcanzar la transformación social.

Labor parlamentaria
Integrante de la Comisión Sexta entre 2006 y 2007, Presidente de la Comisión, Vicepresidente del Senado. Ha trabajado en temas de gran importancia: tarifas diferenciales en el servicio público de transporte de pasajeros, propuestas para que pueda haber subsidios cruzados que beneficien a la población estudiantil de educación básica y media de los estratos populares; reforma a la Ley 142, programas de rutas seguras al colegio, incentivos a la construcción, mantenimiento y adecuación de la red vial terciaria de Colombia.
Ha trabajado para que el servicio de transporte público por tricimotos y mototaxis no afecte el transporte público formal. Ha trabajado en los principios y conceptos sobre la sociedad de la información, la organización de las tecnologías, las comunicaciones. Es uno de los artífices de una gran creación del actual Congreso de la República, la Ley 1341 de 2009. Hizo un gran equipo con la señora Ministra de Comunicaciones (María del Rosario Guerra) para entregarle al país tan importante texto legal.
Ha trabajado por la protección al usuario y el sistema del defensor en la prestación del servicio de telefonía móvil en Colombia. En el régimen de los servicios postales, en la adopción de mecanismos para fortalecer a la televisión pública y reafirmar la soberanía y la identidad nacional; en el modelo institucional de regulación, vigilancia, financiamiento y control del servicio de televisión; en el reglamento al ejercicio de la profesión de administrador del medio ambiente, ya vertido en la Ley 1124 de 2009, y en el ejercicio de la profesión de Ecología, ya plasmado en la Ley 1284 de 2009.
Su trabajo en el Congreso es vastísimo a pesar de que es su primer periodo como Senador. Una labor intensa en los proyectos sobre el bilingüismo para modificar varios artículos de la Ley 115 de 1994.
Trabaja también como un erudito en el fomento de la música colombiana, en los incentivos al turismo, en el régimen de fronteras tan importante para su tierra nortesantandereana; en los requisitos y procedimientos para facilitar el ingreso al servicio educativo estatal en las zonas de difícil acceso.
También lideró la extensión de normas sobre normalización de redes eléctricas y de subsidios para estratos 1 y 2, la Ley 1117 de 2006. Y medidas muy importantes en materia de generación de energía que están contenidas en la Ley 1215 de 2008.
Promueve la democracia participativa, el foro y la deliberación para alimentar los resultados del Congreso como máxima expresión de la democracia representativa.
Promotor de los foros sobre Ley Postal, de los foros para estudiar las medidas en materia de generación de energía eléctrica, de los foros para la redefinición del modelo institucional de regulación, vigilancia, financiamiento y control del servicio de televisión en Colombia, de los foros que antecedieron la aprobación de la Ley de Telecomunicaciones.
Practica esa combinación de sus responsabilidades como integrante de la expresión representativa de la democracia con la necesidad de armonizarla con la expresión participativa.

Acceso a mercados e inversión extranjera
Gracias, senador Efraín Torrado, por entender que 46 millones de colombianos necesitamos dos direcciones económicas: una dirección para acceder a mercados y otra dirección para fomentar la inversión empresarial. Usted sí que lo entiende.
Nosotros tenemos que acceder a todos los mercados del mundo, no podemos quedarnos a penas con acceso a pocos países; es un riesgo muy alto de concentración. Por eso, muchas gracias por estar apoyando todos los proyectos de acceso a mercados que a través de las negociaciones comerciales y de inversión, Colombia está adelantando.

Competitividad
Cuando el Congreso introduce a la valerosa reforma de Ecopetrol, cuando el Congreso introduce la valerosa reforma de las telecomunicaciones, cuando el Congreso introduce la valerosa reforma de la racionalización de las transferencias a las regiones, cuando el Congreso introduce la valerosa reforma que elimina los privilegios pensionales, el Congreso está contribuyendo a la prosperidad de Colombia, a la generación de confianza en la economía colombiana.
Y en medio de las dificultades, aparecen otras noticias que validan esta política económica que ustedes con tanto esmero han ayudado a construir, apreciados congresistas, señor senador Efraín Torrado.
Hace pocos días el Foro Económico Mundial dijo que Colombia ha avanzado cinco puestos en su escalafón de competitividad. Y durante tres años continuos Colombia se ha ganado la mención honorífica del Banco Mundial en su escalafón de competitividad.
Ocupábamos el puesto 187 entre 126 naciones y hoy ocupamos el puesto 37 entre 170 naciones. De acuerdo con el Banco Mundial, Colombia este año, en el puesto 37, pasó a ser el primer país en ese escalafón de competitividad en la región latinoamericana, por encima de México, por encima de Brasil, por encima de Chile.

### Partidos políticos
A lo largo de su carrera ha representado los siguientes partidos:
| Partido político | Fecha Inicio        | Fecha Fin  |
| Partido de la U  | 20 de julio de 2006 | Actualidad |

### Cargos públicos
Entre los cargos públicos ocupados por Efraín Torrado García, se identifican:
| Cargo público                       | Partido político | Fecha Inicio        | Fecha Fin               |
| Senador de la República             | Partido de la U  | 20 de julio de 2010 | 19 de julio de 2014     |
| Senador de la República             | Partido de la U  | 20 de julio de 2006 | 19 de julio de 2010     |
| Concejal Cúcuta, Norte de Santander | Partido Liberal  | 1 de enero de 1995  | 31 de diciembre de 1997 |
| Concejal Cúcuta, Norte de Santander | Partido Liberal  | 1 de junio de 1990  | 31 de mayo de 1992      |